# ويليام إتش كورلت
ويليام إتش كورلت (بالإنجليزية: William H. Corlett)‏ هو مهندس معماري أمريكي، ولد في 1856، وتوفي في 7 أكتوبر 1937 في نابا في الولايات المتحدة.